# Lutalo Muhammad
Lutalo Muhammad (* 3. Juni 1991 in London) ist ein britischer Taekwondoin. Er startet in der Gewichtsklasse bis 80 und bis 87 Kilogramm.

## Karriere
Muhammad kam bereits im Alter von drei Jahren zu seinem Sport. Trainiert wurde er zunächst von seinem Vater Wayne, der ebenfalls ein erfolgreicher Taekwondoin und Weltmeisterschaftsteilnehmer war. Muhammad nahm erstmals im Jahr 2008 an internationalen Wettkämpfen teil. Seine ersten Meisterschaften bestritt er bei der Universiade 2011 in Shenzhen, wo er das Achtelfinale erreichte. Seinen bislang sportlich größten Erfolg feierte Muhammad bei der Europameisterschaft 2012 in Manchester. Mit einem überlegenen Finalsieg sicherte er sich in der Klasse bis 87 Kilogramm den Europameistertitel. Im Juni 2012 wurde Muhammad überraschend für die Olympischen Spiele 2012 in London nominiert. Er erhielt den Vorzug vor Aaron Cook. In London gewann er die Bronzemedaille, mit einem 9:3-Sieg über den Armenier Arman Jeremjan. Bei den Olympischen Spielen 2016 in Rio de Janeiro gewann er die Silbermedaille.